# Cortinarius depressus
Cortinarius depressus Fr. – gatunek grzybów należący do rodziny zasłonakowatych (Cortinariaceae).

## Systematyka i nazewnictwo
Pozycja w klasyfikacji według Index Fungorum: Cortinarius, Cortinariaceae, Agaricales, Agaricomycetidae, Agaricomycetes, Agaricomycotina, Basidiomycota, Fungi.
Po raz pierwszy zdiagnozował go Elias Fries w 1838 r. Synonim: Gomphos depressus (Fr.) Kuntze 1891.

## Morfologia
Kapelusz
Średnica 1,5–6 cm, w młodych owocnikach wypukły z podwiniętym brzegiem, w starszych rozpostarty z ostrym lub tępym garbkiem i prostym brzegiem. Jest higrofaniczny, w stanie wilgotnym ma prążkowany brzeg. Powierzchnia sucha, gładka, barwy ciemno- brązowej, czerwonobrązowej, czarnobrązowej, w owocnikach w stanie suchym barwy brązowej, pokryte przylegającymi, białymi włókienkami osłony.
Blaszki
Średnio gęste, wąsko przyrośnięte, barwy ochrowej, ochrowobrązowej, później cynamonowej. Ostrza blaszek jaśniejsze, postrzępione.
Trzon
Wysokość 2–8,5 cm, grubość 0,3–1 cm, cylindryczny, czasami zwężający się ku dołowi. Powierzchnia o barwie od płowobrązowej do ciemnobrązowej, dołem ciemniejsza z białawymi strefami, pokryta włókienkami osłony całkowitej. Zasnówka biała.
Miąższ
Cienki, o barwie od barwy rdzawobrązowej do ciemnobrązowej i słabym zapachu rzodkiewki. Eksykaty mają ciemnobrązowy kapelusz i szarobrązowy trzon.
Cechy mikroskopowe
Zarodniki wąskoelipsoidalne, brązowe, drobno brodawkowane, średnio dekstrynoidalne, o wymiarach 6,0–8,0 × 3,5–4,5 μm. Cheilocystyd brak.

## Występowanie i siedlisko
Znane jest występowanie Cortinatius depressus w niektórych krajach Europy oraz w jednym miejscu w Kanadzie. W Europie jest szeroko rozprzestrzeniony, ale tylko w niektórych miejscach częsty. W Czechach, Holandii i Bawarii znajduje się na czerwonej liście gatunków zagrożonych. W Polsce do 2013 r. nie notowany. Brak go w  Krytycznej liście wielkoowocnikowych grzybów podstawkowych Polski Władysława Wojewody z 2003 r. Po raz pierwszy trzy jego stanowiska podał T. Ślusarczyk w 2013 r., nie nadał mu jednak polskiej nazwy.
Naziemny grzyb mykoryzowy. Występuje na ubogich glebach w sosnowych borach, czasami na torfowiskach.